# أنانية
الأنانية أو الأنوية أو الغرورية أو الاستعلاء هي النزعة لتبني آراء إيجابية حول الذات، وتعزيزها. ويتضمن عادةً رأيًا محابيًا للذات بشأن السمات والأهمية الذاتية، سواء من الناحية العقلية أو البدنية أو الاجتماعية أو غيرها. والشخص المغرور يكون لديه شعور غامر بمركزية الذات: أي بسماته الشخصية. وتعني الغرورية أن يجعل الإنسان من ذاته مركزًا لعالمه دون الاهتمام بالآخرين، بما في ذلك من يحبهم أو يعتبرهم «مقربين»، إلا في الإطار الذي يحدده هذا الشخص.

## الخصائص
ترتبط الغرورية ارتباطًا وثيقًا بـ «حب المرء لذاته» أو النرجسية - ويرى البعض بالتأكيد أنه «عند ذكر الغرورية، يرد بالذهن صورة النرجسية الاجتماعية». ولدى الشخصيات المتسمة بالغرورية نزعة قوية للتحدث عن أنفسهم بأسلوب معزز للذات، وقد يتسمون أيضًا بالتعجرف والتفاخر، مع شعور بالعظمة فيما يتعلق بأهميتهم. وتؤدي عدم قدرتهم على الاعتراف بإنجازات الآخرين إلى زيادة مبالغتهم في تقدير الذات؛ بينما حساسيتهم من النقد قد تؤدي بهم إلى حالة من الغضب النرجسي عند شعورهم بالإهانة.
يصف مفهوم الغرورية شخصًا يعمل على اكتساب القيم بقدر يفوق بكثير ما يمنحه للآخرين. وقد يتم إرضاء الغرورية عن طريق استغلال تعاطف الآخرين، أو لاعقلانيتهم أو جهلهم، بالإضافة إلى استغلال القوة الجبرية و/أو الغش.
تختلف الغرورية عن الإيثار - أو العمل على اكتساب عدد أقل من القيم من التي يتم الحصول عليها - وعن الأنانية، والتي تشير إلى السعي المتواصل لتحقيق المصلحة الذاتية. وقد تتفق صور عملية عديدة من الأنانية مع الغرورية، لكنها لا تتضمن بالضرورة شعورًا بعظمة الذات.

## نظرة عامة

### النظريات الوصفية
تعنى المذاهب الوصفية للأنانية بوصف ميل الإنسان نحو ذاته على أنه حقيقة ثابتة في بنية الدوافع البشرية، وفي أقصى تجلياتها تفترض أن جميع الدوافع التي تحرك البشر منشؤها رغبات الذات ومصالحها. في هذا السياق، يمكن تسمية كل سلوك يتوجه نحو الذات بأنه سلوك أناني.
يُطلق على الرأي القائل بأن الناس يميلون غالبًا إلى تحقيق مصالحهم الخاصة اسم الأنانية الافتراضية، في حين تُعرف الأنانية النفسية بأنها الموقف الذي يرى أن كل دافع إنساني متجذر في نفسٍ تخدم ذاتها في نهاية المطاف. يؤكد هذا الرأي، في صيغته المتشددة، أن حتى الأفعال التي تبدو إيثارية إنما هي خداع ظاهر تخفي في طياتها خدمةً للذات. أما في صورته الأخف، فإنه يقبل بإمكانية وجود دوافع إيثارية، لكنه يرى أن الفعل الإرادي يتحول في جوهره إلى فعل أناني لأنه يُنجز بإرادة تخدم الذات. في مقابل هذين الاتجاهين، يظهر ما يُعرف بالأنانية البيولوجية (أو ما يُسمى كذلك بالأنانية التطورية)، والتي تفسر الدوافع الإنسانية بأنها متجذرة في مصلحة التكاثر واستمرار النوع. يضاف إلى هذا نظرية الجين الأناني، التي ترى أن الدافع الأساسي في السلوك البشري هو مصلحة المادة الوراثية في البقاء والاستمرار.

### النظريات المعيارية
المذاهب التي ترى في الأنانية مبدًا معياريًا، فإنها تشترط على الإنسان أن يُقدم مصلحته الذاتية على سائر القيم. حين يُبنى هذا الموقف على حكم نفعي عملي، يُعرف باسم الأنانية العقلانية، وإذا استند إلى حكم أخلاقي، فيُسمى الأنانية الأخلاقية. تشير موسوعة ستانفورد الفلسفية إلى أن الأنانية الأخلاقية قد تنسحب على ما هو أوسع من الأفعال، كأن تشمل القواعد أو السمات الخُلقية، وإن كانت هذه الصور نادرة. ثمة شكل من أشكال الأنانية الأخلاقية يُدعى الأنانية المشروطة، وهو مذهب عاقبوي يرى أن الأنانية تُعدّ صائبة أخلاقيًا ما دامت تؤدي إلى نتائج مقبولة من الناحية الأخلاقية. صاغ جون إف. ويلش في كتابه الأنانية الجدلية عند ماكس شتيرنر: قراءة جديدة مصطلح الأنانية الجدلية ليصف به قراءة جديدة لفلسفة شتيرنر تُبرز طبيعتها الجدلية.
لا يشترط في الأنانية المعيارية، كما هو الحال عند شتيرنر، أن ترفض تفضيل بعض أنماط السلوك على غيرها، إذ نجده يؤكد على قيمة التحرر وعدم التقييد بوصفهما من القيم العليا. على النقيض من ذلك، ثمة نظريات مضادة قد تُجيز استخدام الأنانية لفرض السيطرة على الآخرين وإخضاعهم.

## المنظرون

### شتيرنر
يرى شتيرنر في مذهبه الأناني أن الفرد كيان يستعصي على الفهم الكامل، إذ لا يمكن لأي تصور عن الذات أن يُحيط بكمال التجربة الذاتية أو يعبر عنها تعبيرًا كافيًا. فُهِمَ شتيرنر، على نحو واسع، بوصفه يحمل ملامح من الأنانية النفسية والأنانية العقلانية معًا. لكنه، بخلاف ما تطرحه آين راند من تصورات حول المصلحة الذاتية، لم يتناول شتيرنر مفهوم المصلحة الشخصية الفردية، ولا نزعة التملّك، ولا ما ينبغي على الإنسان أن يفعله، بل دعا كل فرد إلى أن يختار لنفسه طريقه ويُنجز أنانيته الخاصة كما يراها.
كان شتيرنر يؤمن بأن كل إنسان مدفوع برغباته وأنانيته، وأن من يُقّ بذلك ويقبله –أي الأناني الطوعي– بإمكانه أن يعيش رغباته الفردية بحرية، أما من يرفض هذا الواقع –أي الأناني القَسري– فإنه سيعيش تحت وهم الانتماء إلى قضية خارجية بينما هو في الحقيقة يُلبي رغبته الدفينة في السعادة والأمان. أما الأناني الطوعي، فيدرك أنه قادر على الفعل بحرية، بعيدًا عن طاعة حقائق مقدسة زائفة مثل القانون، والحقوق، والأخلاق، والدين. فالقوة، في نظر شتيرنر، هي الوسيلة المشروعة في ممارسة الأنانية، بل هي الوسيلة الوحيدة المبررة لامتلاك ما يُسميه الملكية الفلسفية. لم يكن شتيرنر من دعاة السعي الأُحادي نحو الجشع، إذ رأى أن الجشع ليس سوى وجه من وجوه الذات، ومن يُكرس حياته له يُصبح عبدًا لقضية خارج ذاته الكاملة. كما لم يعترف بما يُسمى الحقوق الطبيعية في الملكية، بل حث على العصيان ضد كل أشكال السلطة، بما فيها الاحتقار الصريح لفكرة الملكية ذاتها.

### نيتشه
الأنانية تنتمي إلى جوهر النفس النبيلة، أي ذلك الإيمان الثابت الذي لا يتزعزع بأن على كائن مثل نحن، أن يكون سائر الكائنات في خدمته، وعليهم أن يضحوا بأنفسهم لأجله. النفس النبيلة تتقبل أنانيتها دونما تساؤل، ودونما شعور بالقسوة أو الإجبار أو التعسّف، بل كأمر يستند إلى القانون الأول للأشياء. ولو أرادت أن تُطلق اسمًا على هذا الموقف، لقالت: «إنه هو العدل بعينه».

— ما وراء الخير والشر
لقد ارتبطت فلسفة نيتشه بأشكال من الأنانية، سواء تلك التي تصف الواقع أو تلك التي تطرح مواقف معيارية. نيتشه، في نقده الشديد للأخلاق السائدة التي تنظر بازدراء إلى الأفعال الأنانية، يسعى إلى تحرير الإنسان الأعلى من وهم أن هذه الأخلاق تناسب مقامه. إنه يرفض الأخلاق المسيحية، وكذلك الأخلاق الكانطية، ويرى فيهما تجلياتٍ خفيةً لما يسميه أنانية العبيد.
منذ البداية، لم تكن كلمة «الخير» مرتبطة بالضرورة بالأفعال غير الأنانية، كما يتوهم أولئك النسابون للأخلاق. إن هذا الربط لم يظهر إلا بعد انهيار الأحكام القِيَمية الأرستقراطية، وحينها بدأ التمييز بين الأناني وغير الأناني يفرض نفسه شيئًا فشيئًا على الوعي البشري –إنه، بعبارتي، غريزة القطيع التي وجدت في هذا التمييز وسيلةً لكي تُفصح عن نفسها وتُعبر عن رؤيتها.

 — في أصل الأخلاق
في هذا الكتاب نفسه، يُرجع نيتشه منشأ أخلاق السادة والعبيد إلى أحكام ذات طابع أناني في جوهرها. القيمة، في نظر الأرستقراطي، تنبع من التميز والتفوق على العامة، بينما يسعى الكاهن، من موقع الحرمان ومن دافع الحقد على القوة، إلى قلب هذا الترتيب، فيجعل من الضعفاء والمستحقين للشفقة صورةً للمثل الأعلى الأخلاقي. هكذا، يصبح تمجيد الأفعال غير الأنانية تعبيرًا عن رفضٍ لتفوق الآخرين، لا عن خلق مستقل. يرى نيتشه أن كل منظومة معيارية تؤدي وظيفة الأخلاق إنما تميل، بشكل أو بآخر، إلى خدمة مصالح فئة من الناس، ولو كان ذلك على حساب غيرهم.
لا وجود لفاعل خلف الفعل، أو خلف الأثر، أو خلف الصيرورة؛ الفاعل ليس إلا اختراعًا أُضيف إلى الفعل – أما الفعل فهو كل شيء.

الفقرة 13، في أصل الأخلاق
ذهب جوناس مونتي من جامعة بريغهام يونغ إلى أن نيتشه شكّ أصلُا في وجود «أنا» واعٍ، أي في وجود ذاتٍ تتحكم بالحالات الذهنية، أو ما يمكن تسميته «بالأنا الآمرة».

## التطور
من ناحية التطور، يمكن تمييز مسارين مختلفين فيما يتعلق بالغرورية - الأول فردي والثاني ثقافي.
من ناحية تطور الفرد، يحدث تحول من مركزية الذات إلى الاجتماعية أثناء عملية النمو. فمن الطبيعي أن يكون لدى الطفل إفراط في حب الذات - بل وشعور بالعظمة أيضًا. ويظهر الإفراط في تقدير الذات عادةً في صور طفولية من الحب - ويرجع ذلك في الأساس إلى مركزية الذات لدى الطفل، وشعوره بأنه ذو قدرة مطلقة وفقًا لمعرفته.
والتطور المثالي يسمح بتحول تدريجي إلى وجهة نظر أكثر واقعية بمكانة المرء في العالم، ما يخفف من الاعتداد المفرط بالنفس. أما المستوى الأقل من التكيف يؤدي فيما بعد إلى ما يُعرَف بالغرور الدفاعي، الذي يدفع المرء إلى الإفراط في تعويض ضعف الثقة بالذات. رغم ذلك، فإن روبين سكاينر رأى أن النمو يؤدي إلى حالة «يظل فيها الاعتزاز بالنفس موجودًا، لكنه يتخذ وضعه المحدود المناسب بين ذاتية الآخرين».
لكن إلى جانب هذا المسار الإيجابي لتضاؤل حجم الغرور الفردي، يمكن ملاحظة جانب مختلف من التطور من الناحية الثقافية، وهو الجانب المرتبط بما عُرِف باسم الطفولية الزائدة لمجتمع ما بعد الحداثة. فبينما كانت الغرورية تُعَد في القرن التاسع عشر خطيئة - فكان ناثانيل هاوثورن يرى أن الغرور نوع من التفكير المريض بشأن الذات - وضعت الحركة الرومانسية مفهومًا مغايرًا لذلك، وهو ما وصفه ريتشارد إيلدريدج بأنه نوع من «الغرور الثقافي الذي يبدل التصور الفردي بمحو التقاليد الاجتماعية». وهذه الفكرة الرومانسية حول الفرد المحقق لذاته؛ أي الغرور الممكن للذات - امتدت بعد ذلك إلى أبعاد اجتماعية أكثر اتساعًا في القرن التالي. لكن ظل كيتس يهاجم ووردزورث بسبب الطبيعة الرجعية لتأييد ووردزورث للشعور بعظمة الذات; لكن بحلول نهاية القرن العشرين، انتشر الغرور باعتباره سمة طبيعية بين جيل الأنا لتتشكل بذلك ثقافة النرجسية.
في القرن الحادي والعشرين، دخل الغرور الرومانسي إلى الرأسمالية التكنولوجية بطريقتين معاصرتين: أولاً، من خلال المستهلك المعتد بذاته الذي يركز على تحسين وضعه الذاتي من خلال الهوية المستمدة من العلامات التجارية؛ وثانيًا، من خلال الأصوات المعتدة بذاتها المعترضة على استخدام الماكينات، ما أدى إلى إنتاج صور جديدة من السلع التي تعمل على توجيه النظام إلى مزيد من الاستهلاك.

## الجنس
ثمة تساؤلات حول العلاقة بين الجنس والغرورية. فيرى البعض أن الحب يمكن أن يغير من طبيعة الشخص المغرور، إذ يجعله متواضعًا مع الآخرين.
لكن في الوقت نفسه، من الواضح للغاية أن الغرور يمكن أن يتجلى على نحو أكبر فيما يتعلق بالجنس، فالجاذبية الجنسية للمرء يمكن أن تعمل على إرضاء غروره.

## أصل الكلمة
إن مصطلح الغرورية بالإنجليزية "egotism" مشتق من المصطلح اللاتيني واليوناني Ego (الأنا)، والذي يعني «الذات»، في حين تُستخدَم -ism للتعبير عن المعتقد. ومن ثم، فإن المصطلح مرتبط في أصله ارتباطًا وثيقًا بمفهوم الغرور الفلسفي.

## نماذج ثقافية
أُشيد آلان ألكسندر ميلن لما تمتع به من رؤية ثاقبة بشأن الغرور الواضح والوقح للطفل الصغير.

## كتابات أخرى
A. C. Grayling, 'Egotism', in Ideas that Matter (London 2009)

## وصلات خارجية
- Egotism in German Philosophy (1916) by George Santayana
- B. J. Bushman/R. F. Baumeister, 'Threatened Egotism...'